# 127 (szám)
A 127 (százhuszonhét) a 126 és 128 között található természetes szám. Motzkin-szám. Jó prím. Mersenne-prímkitevő. A 127 az első szám, ami pontosan 11 különböző szám valódiosztó-összegeként áll elő.
Első típusú köbös prím.
Egy 14 hosszúságú prímhézag után az első prím.
Középpontos hatszögszám.

## Típusjelzésekben
- Fiat 127 (személygépkocsi)

## A szám a kultúrában
127 óra a címe Danny Boyle egyik filmjének.